# Hemidezmosom
Hemidesmosomi (grč. ἡμι -hēmi = pola + δεσμός - desmós = veza + σῶμα - sṓma = telo) se nalaze između nekih epitelih ćelija i njihove bazalne lamine. Izgledaju kao polovine dezmosoma i vezuju ćeliju za njenu bazalnu laminu. Za razliku od dezmosoma kod kojih u pričvršćujući plak ulaze kadherini kod hemidezmosoma su to integrini, proteini koji služe kao receptori za laminin i kolagen tipa IV.
S druge strane, dezmosomi su međućelijske veze u međućelijskom prostoru, sastavljene od filamenata koji, u homogenomm rasporedu obrazuju strukturu zvanu međućelijski cement. Sa citosolne strane, na membrane naliježu tzv. dezmosomske kružne ploče, promjera 0,1 - 0,5 nm, debljine 15-20 nm. Dezmosomi su difuzna razmješteni po cijeloj površini ćelijske membrane.
Glavne međućelijske veze
| Veza            | Citoskeletna kopča       | Transmembranski proteini | Veže ćeliju za:                        |
| Dezmosom        | Intermedijerni filamenti | Kadherini                | Druge ćelije                           |
| Hemidezmosom    | Intermedijarni filamenti | Integrini                | Ekstracelularni matriks                |
| Zonula adherens | Aktinski filamenti       | Spektrin                 | Druge ćelije / Ekstracelularni matriks |

## Dopunske slike
- Zonula adherens
- Dezmosomi
- Hemidezmosomi
- Zonula okludens
- Zonula okludens
- Komunikacijska kopča